# 科米萨罗夫卡河 (萨哈林州)
科米萨罗夫卡河（俄语：Река Комиссаровка）或喜美内川（日语：／）是萨哈林州南部的河流，源起能登山南，向东流经37（23英里），注入圖奈恰湖。流域面积223平方（86平方英里），属鄂霍茨克海水系。俄名是为纪念26名巴库政委而命名的。

## 引用
1. ↑  . Публичная кадастровая карта.   [2012-04-19]. （原始内容存档于2020-03-13）.
2. ↑  М·Г·瓦西科夫斯基. . 列宁格勒: 气象出版社. 1973 （俄语）.
3. ↑  . 国家水登记处.   [2024-08-26]. （原始内容存档于2024-08-26） （俄语）.
4. ↑  К. М. Браславец. . Южно-Сахалинск: Дальневосточное книжное издательство. 1983: 49.